# GSC5409-1533
GSC5409-1533 — хімічно пекулярна зоря спектрального класу A1, що має видиму зоряну величину в смузі V приблизно 10,3.

## Пекулярний хімічний склад
Зоряна атмосфера GSC5409-1533 має підвищений вміст 
Cr
.